# イアン・ライト
イアン・エドワード・ライト MBE（Ian Edward wright MBE, 1963年11月3日 - ）は、イングランド・ウーリッジ出身の元イングランド代表サッカー選手、サッカー指導者。ポジションはフォワード。

## 経歴

### クラブ
1963年11月3日、ロンドン南部の生まれ。地元ブライトンやミルウォールには不合格となるが、ノンリーグのクラブでのプレーを認められてクリスタル・パレスと契約。この時の移籍金は金銭ではなく、ウエイトトレーニング機器一式であった。
すぐにレギュラーに定着しデビューシーズン32試合9得点を挙げた。1989年、1990年リーグカップ連覇の立役者となり活躍し1991-92シーズン序盤にアーセナルへと移籍する。この時すでにクリスタル・パレスにて8試合5得点を挙げ、アーセナルへ加入後も得点を量産し通算29ゴールを記録し得点王のタイトルを獲得した。またFAカップ決勝でも得点を挙げて優勝に貢献した(大会通算では10得点)。1993-94シーズンのUEFAカップウィナーズカップ優勝にも貢献。
翌シーズン同大会では9得点で得点王を獲得。更に1996-97シーズン、ミドルスブラ戦にてリーグ通算200ゴールを達成した。アーセナル時代の1997-98シーズンにはクリフ・バスティンの持つクラブ通算178ゴールを塗り替え、プレミアリーグとFAカップの2冠獲得に貢献した。以後はウエストハム、ノッティンガム、セルティックを経てバーンリーでキャリアを終えた。引退後はMBE勲章も受賞した。

### 代表
イングランド代表としては1991年2月6日カメルーン戦でデビュー。1998年W杯欧州予選ではイタリアと同組ながら首位通過に貢献をしたが、怪我が原因でワールドカップ本大会の舞台に出場できなかった。

## 人物
サッカー選手のショーン・ライト＝フィリップスは養子、ブラッドリー・ライト＝フィリップスは実の息子である。ディマージオ・ライト＝フィリップスは義孫にあたる。

## 個人成績
| シーズン  | クラブ                    | リーグ         | 背番号 | リーグ戦 | リーグ戦 | リーグカップ | リーグカップ | カップ戦 | カップ戦 |
| シーズン  | クラブ                    | リーグ         | 背番号 | 出場     | 得点     | 出場         | 得点         | 出場     | 得点     |
| --------- | ------------------------- | -------------- | ------ | -------- | -------- | ------------ | ------------ | -------- | -------- |
| 1984-85   | グリニッジ･ボロ           | イングランド   |        | -        | -        |              |              |          |          |
| 1985-86   | クリスタル･パレス         | イングランド   |        | 32       | 9        |              |              |          |          |
| 1986-87   | クリスタル･パレス         | イングランド   |        | 38       | 9        |              |              |          |          |
| 1987-88   | クリスタル･パレス         | イングランド   |        | 41       | 20       |              |              |          |          |
| 1988-89   | クリスタル･パレス         | イングランド   |        | 42       | 24       |              |              |          |          |
| 1989-90   | クリスタル･パレス         | イングランド   |        | 26       | 8        |              |              |          |          |
| 1991-92   | クリスタル･パレス         | イングランド   |        | 8        | 5        |              |              |          |          |
| 1991-92   | アーセナル                | イングランド   |        | 30       | 24       |              |              |          |          |
| 1992-93   | アーセナル                | イングランド   |        | 31       | 15       |              |              |          |          |
| 1993-94   | アーセナル                | イングランド   |        | 39       | 23       |              |              |          |          |
| 1994-95   | アーセナル                | イングランド   |        | 31       | 18       |              |              |          |          |
| 1995-96   | アーセナル                | イングランド   |        | 31       | 15       |              |              |          |          |
| 1996-97   | アーセナル                | イングランド   |        | 35       | 23       |              |              |          |          |
| 1997-98   | アーセナル                | イングランド   |        | 24       | 10       |              |              |          |          |
| 1998-99   | ウェストハム･ユナイテッド | イングランド   |        | 22       | 9        |              |              |          |          |
| 1999-2000 | ウェストハム･ユナイテッド | イングランド   |        | 0        | 0        |              |              |          |          |
| 1999-2000 | ノッティンガム･フォレスト | イングランド   |        | 10       | 5        |              |              |          |          |
| 1999-2000 | セルティック              | スコットランド |        | 8        | 3        |              |              |          |          |
| 1999-2000 | バーンリー                | イングランド   |        | 15       | 4        |              |              |          |          |